# Episodi di The Equalizer (serie televisiva 2021) (terza stagione)
La terza stagione della serie televisiva The Equalizer, composta da 18 episodi, è stata trasmessa in prima visione assoluta negli Stati Uniti d'America su CBS dal 2 ottobre 2022 al 21 maggio 2023.
In Italia la stagione è trasmessa su Sky Investigation, canale a pagamento della piattaforma satellitare Sky, dal 17 settembre al 12 novembre 2023. In chiaro è trasmessa sul 20 dal 24 luglio 2025.
| n° | Titolo originale    | Titolo italiano        | Prima TV USA     | Prima TV Italia   |
| -- | ------------------- | ---------------------- | ---------------- | ----------------- |
| 1  | Boom                | Bum (L'esplosione)     | 2 ottobre 2022   | 17 settembre 2023 |
| 2  | Where There's Smoke | Incendio al ristorante | 9 ottobre 2022   | 17 settembre 2023 |
| 3  | Better Off Dead     | Luce al gas            | 16 ottobre 2022  | 24 settembre 2023 |
| 4  | One Percenters      | I ricconi              | 23 ottobre 2022  | 24 settembre 2023 |
| 5  | Blowback            | Il cacciatore di spie  | 13 novembre 2022 | 1º ottobre 2023   |
| 6  | A Time to Kill      | Il momento di uccidere | 20 novembre 2022 | 1º ottobre 2023   |
| 7  | Paradise Lost       | Paradiso perduto       | 27 novembre 2022 | 9 ottobre 2023    |
| 8  | He Ain't Heavy      | Incastrato             | 19 febbraio 2023 | 9 ottobre 2023    |
| 9  | Second Chance       | Un'altra opportunità   | 26 febbraio 2023 | 15 ottobre 2023   |
| 10 | Do No Harm          | Primum non nocere      | 5 marzo 2023     | 15 ottobre 2023   |
| 11 | Never Again         | Mai più                | 12 marzo 2023    | 22 ottobre 2023   |
| 12 | Lost and Found      | Oggetti smarriti       | 19 marzo 2023    | 22 ottobre 2023   |
| 13 | Patriot Game        | Gioco da patriota      | 26 marzo 2023    | 29 ottobre 2023   |
| 14 | No Good Deed        | Nessuna buona azione   | 16 aprile 2023   | 29 ottobre 2023   |
| 15 | No Way Out          | Senza scampo           | 23 aprile 2023   | 5 novembre 2023   |
| 16 | Love Hurts          | L'amore ferisce        | 7 maggio 2023    | 5 novembre 2023   |
| 17 | Justfied            | Senso di colpa         | 14 maggio 2023   | 12 novembre 2023  |
| 18 | Eye for an Eye      | Occhio per occhio      | 21 maggio 2023   | 12 novembre 2023  |

## Episodio 1
- Titolo originale: Bum (L'esplosione)
- Diretto da:
- Scritto da:

### Trama
Robyn, Delilah e Zia V rimangono coinvolte in un incidente stradale. Robyn viene rapita, il Detective Dante interviene per cercarla e durante le indagini scopre che è lei il "Giustiziere". Anche Mel e Harry indagano nella convinzione che Mason Queen sia coinvolto nella sparizione della loro amica.  

## Episodio 2
- Titolo originale: Incendio al ristorante
- Diretto da:
- Scritto da:

### Trama
Un ragazzo contatta Robyn perché il padre è scomparso dopo che due pompieri sono rimasti intrappolati in un edificio in fiamme. Robyn, Delilah e Zia V lottano con il disturbo post traumatico scatenato dal rapimento di Robyn.

## Episodio 3
- Titolo originale:  	Luce al gas
- Diretto da:
- Scritto da:

### Trama
Una donna chiede aiuto a Robyn perché in casa sua succedono cose strane ed è convinta che il defunto marito voglia ucciderla. Robyn addestra Delilah iniziando dalla sua alimentazione incorrendo nella sua ira. Zia V affronta nuovamente le paure che l'hanno fermata quando era una giovane artista pronta ad esporre le sue opere.

## Episodio 4
- Titolo originale:  	I ricconi
- Diretto da:
- Scritto da:

### Trama
T-Bone Bennet è ricercato dalla Polizia perché hanno ritrovato il suo furgone carico di armi da fuoco. La sua compagna chiede aiuto a Robyn per paura che i precedenti del ragazzo convincano la Polizia della sua consapevolezza senza approfondire le indagini. Miles chiede la custodia esclusiva di Delilah. 

## Episodio 5
- Titolo originale: Il cacciatore di spie
- Diretto da:
- Scritto da:

### Trama
La CIA arresta il contrabbandiere Eszra Kaiek e chiede a Robyn di occuparsi del suo trasferimento per l'interrogatorio ufficiale. Un lavoro apparentemente semplice. Ma quando Robyn scopre che la testimonianza verte su Brigata 7 e che Ezra era amico di Bishop la missione diventa una questione personale. Dopo i dissapori con la madre Delilah contatta Mel per chiedere a lei di occuparsi del suo addestramento. Il padre del Detective Dante patteggia e una volta uscito di prigione chiede di vedere i nipoti.

## Episodio 6
- Titolo originale: Il momento di uccidere
- Diretto da:
- Scritto da:

### Trama
Una donna contatta Robyn perché la figlia Taylor è morta di overdose in un club di Brooklyn. La donna vuole rintracciare lo spacciatore. Zia V scopre che Mel sta addestrando Delilah.

## Episodio 7
- Titolo originale: Paradiso perduto
- Diretto da:
- Scritto da:

## Episodio 8
- Titolo originale:
- Diretto da:
- Scritto da:

## Episodio 9
- Titolo originale:
- Diretto da:
- Scritto da:

## Episodio 10
- Titolo originale:
- Diretto da:
- Scritto da:

## Episodio 11
- Titolo originale:
- Diretto da:
- Scritto da:

## Episodio 12
- Titolo originale:
- Diretto da:
- Scritto da:

## Episodio 13
- Titolo originale:
- Diretto da:
- Scritto da:

## Episodio 14
- Titolo originale:
- Diretto da:
- Scritto da:

## Episodio 15
- Titolo originale:
- Diretto da:
- Scritto da:

## Episodio 16
- Titolo originale:
- Diretto da:
- Scritto da:

## Episodio 17
- Titolo originale:
- Diretto da:
- Scritto da:

## Episodio 18
- Titolo originale:
- Diretto da:
- Scritto da: